# The Marvel Super Heroes
The Marvel Super Heroes (conhecida no Brasil como Os Marvel Super Herois) é uma série de desenho animado canadense-estadunidense protagonizada por cinco super-heróis da Marvel Comics. Foi exibida na televisão estadunidense em 1966 e foi a primeira série de televisão da Marvel Comics.  Sendo uma oportunidade para muitos fãs conhecerem as histórias de Stan Lee e principalmente os desenhos clássicos de Jack Kirby, Steve Ditko e Don Heck, e outros artistas de destaque da chamada Era de Prata dos Quadrinhos.
Foi produzida por Grantray-Lawrence Animation, e dirigida por Grant Simmons, Ray Patterson e Robert Lawrence e foi ao ar no período de 1 de setembro de 1966 até 1 de dezembro de 1966, com 65 episódios de 30 minutos cada. Estrelavam cinco super-heróis: Capitão América, Namor, Homem de Ferro, Thor e Hulk, planejados para serem exibidos um em cada dia da semana. As aventuras de cada um dos heróis tinha três segmentos, que duravam cerca de 7 minutos (foram ao todo 195 segmentos). Os segundo e terceiros segmentos apresentavam um resumo do anterior, antes de continuar com a ação, conforme era prática nas histórias em quadrinhos. A abertura possuía as famosas músicas, cujas versões dubladas ficaram muito conhecidas no Brasil como os "hinos" dos respectivos heróis. 
Stan Lee disse que não se lembrava da reação dos artistas envolvidos no programa, mas pessoalmente, afirmou: "Eu queria poder afirmar que escrevi as letras dos temas musicas, porque acho que elas são brilhantes, mas, infelizmente, não fiz". Doug Wildey e Sparky Moore foram responsáveis pelas ilustrações usadas no segmento de Namor.

## Produção
A série, produzida em cores, teve uma animação extremamente limitada produzida por xerografia, consistindo em imagens fotocopiadas tiradas diretamente dos quadrinhos e manipuladas para minimizar a necessidade de produção de animação. A série é vista como uma precursora dos chamados "motion comics".
Os desenhos foram apresentados como uma série de imagens estáticas de histórias em quadrinhos; geralmente as únicas partes animadas foram os lábios, quando um personagem fala, e por vezes os braços ou pernas. Por ter uma animação extremamente precária, a série ficou conhecida no Brasil como "Desenhos Desanimados da Marvel". As séries utilizaram histórias inteiramente originais, exibindo desenhos feitos por Jack Kirby, Steve Ditko e Don Heck, entre outros artistas. Os fãs e os historiadores chamam essa época de Era de Prata dos quadrinhos.

## No Brasil

Animação limitada produzida por xerografia

A série animada foi lançada no Brasil em 1967 pela TV Bandeirantes juntamente com as revistas em quadrinhos da EBAL, que adquiriu a licença com a APLA (Agência Periodista Latino-Americana) e a Transworld Features Syndicate. Uma grande campanha publicitária foi feita pela Standard Propaganda, onde foram distribuídos exemplares das revistas gratuitamente para quem abastecesse nos postos Shell, além de bonecos lançados pela Atma.
No filme brasileiro O Homem Nu (1968), produzido com parte do patrocínio obtido pela citada companhia, pode-se ver com destaque pôsteres com os 5 super-heróis Marvel do desenho animado, colocados em uma vitrine: Capitão América, Hulk, Thor, Namor e Homem de Ferro. Em 1975, as séries foram exibidas no programa do Capitão Aza na TV Tupi e os super-heróis da editora eram publicados pela Bloch Editores.

## Personagens da série
Além dos super-heróis protagonistas, apareceram pela primeira vez em uma animação vários vilões e coadjuvantes das histórias das revistas em quadrinhos da época. Dentre eles:
- Bucky Barnes - parceiro do Capitão América na II Guerra Mundial
- Lady Dorma - namorada de Namor
- Jane Foster - namorada de Thor
- Happy Hogan - empregado e rival amoroso do Homem de Ferro
- Rick Jones - parceiro adolescente do Hulk
- Mandarim - vilão do Homem de Ferro
- Pepper Potts - interesse amoroso do Homem de Ferro
- Caveira Vermelha - Vilão do Capitão América
- Betty Ross - Namorada do Hulk
- General Thaddeus "Thunderbolt" Ross - Pai da namorada e perseguidor do Hulk
- Major Glenn Talbot - Rival amoroso do Hulk

### Atores convidados
- Os X-Men — Formação original Anjo, Fera, Ciclope, Homem de Gelo Garota Marvel e Professor X. Apareceram num episódio em que Namor enfrenta o Doutor Destino (segmentos com os seguintes nomes originais: "Dr. Doom's Day / The Doomed Allegiance / Tug of Death"). Foi uma adaptação da aventura mostrada na revista do Quarteto Fantástico Fantastic Four Annual #3 de 1965, grupo que a produtora Grantray-Lawrence Animation não possuia os direitos (eles estrelaram sua própria série animada Fantastic Four de 1967, produzida pela Hanna-Barbera). Os X-Men foram chamados de "Allies for Peace" (Aliados da Paz) no desenho e entraram no lugar do Quarteto.[8][9]
- Vingadores — Com aventuras iniciadas em Avengers #4 (março de 1964), que marca a estréia do Capitão América na Era de Prata dos quadrinhos. Thor, Homem de Ferro, Homem Gigante e Vespa, além da Feiticeira Escarlate, Mercúrio e Gavião Arqueiro, apareceriam em vários episódios do Capitão América.